# Lady (Hear Me Tonight)
«Lady (Hear Me Tonight)» es la canción debut del dúo francés de french house Modjo, lanzada el 19 de junio de 2000 e incluida en el álbum debut del mismo nombre del dúo. Alcanzó el puesto número 1 en distintas listas musicales y fue certificado como platino en Suiza y Reino Unido.

## Composición
Fue escrita en un tono de si bemol menor, y una versión acústica que fue escrita en sol menor. La melodía principal de la canción es un sample de la canción «Soup for One» de la banda estadounidense Chic.

## Video musical
El video musical fue dirigido por François Nemeta y filmado en junio de 2000 en varios lugares de Quebec, Canadá. Es protagonizado por tres jóvenes (dos chicos y una chica), que recorren distintos lugares de Quebec, tener diversión y escapar de la realidad. Los integrantes de Modjo, Romain Tranchart y Yann Destagnol, hacen un cameo en el video como empleados de un concesionario de automóviles, al cual acuden los tres jóvenes.

## Lista de canciones
| Sencillo CD (Europa) |                                       |          |  |
| N.º                  | Título                                | Duración |  |
| 1.                   | «Lady (Hear Me Tonight)» (radio edit) | 3:46     |  |
| 2.                   | «Lady (Hear Me Tonight)»              | 5:05     |  |

| Vinilo 12" (Europa) |                                                         |          |  |
| N.º                 | Título                                                  | Duración |  |
| 1.                  | «Lady (Hear Me Tonight)»                                | 5:05     |  |
| 2.                  | «Lady (Hear Me Tonight)» (radio edit)                   | 3:46     |  |
| 3.                  | «Lady (Hear Me Tonight)» (Roy's Universal Soldiers Mix) | 5:10     |  |
| 4.                  | «Lady (Hear Me Tonight)» (acoustic)                     | 3:13     |  |

| Sencillo CD (Reino Unido) |                                                         |          |  |
| N.º                       | Título                                                  | Duración |  |
| 1.                        | «Lady (Hear Me Tonight)» (radio edit)                   | 3:46     |  |
| 2.                        | «Lady (Hear Me Tonight)» (original mix)                 | 5:05     |  |
| 3.                        | «Lady (Hear Me Tonight)» (Acoustique Mix)               | 3:13     |  |
| 4.                        | «Lady (Hear Me Tonight)» (Roy's Universal Soldiers Mix) | 5:10     |  |
| 5.                        | «Lady (Hear Me Tonight)» (CD-Rom video)                 |          |  |

| Sencillo Cassette (Reino Unido) |                                         |          |  |
| N.º                             | Título                                  | Duración |  |
| 1.                              | «Lady (Hear Me Tonight)» (radio edit)   | 3:46     |  |
| 2.                              | «Lady (Hear Me Tonight)» (original mix) | 5:05     |  |
| 3.                              | «Lady (Hear Me Tonight)» (remix)        | 7:07     |  |

| Sencillo CD (Australia) |                                       |          |  |
| N.º                     | Título                                | Duración |  |
| 1.                      | «Lady (Hear Me Tonight)» (radio edit) | 3:46     |  |
| 2.                      | «Lady (Hear Me Tonight)»              | 5:05     |  |
| 3.                      | «Roller Coaster»                      | 6:08     |  |
| 4.                      | «Lady (Hear Me Tonight)» (remix)      | 7:07     |  |

| Sencillo CD (Estados Unidos) |                                                                    |          |  |
| N.º                          | Título                                                             | Duración |  |
| 1.                           | «Lady (Hear Me Tonight)» (original mix)                            |          |  |
| 2.                           | «Lady (Hear Me Tonight)» (Harry «Choo Choo» Romero's Titanium Dub) |          |  |
| 3.                           | «Lady (Hear Me Tonight)» (Roy's Universal Soldiers Mix)            |          |  |
| 4.                           | «Lady (Hear Me Tonight)» (acoustic)                                |          |  |
| 5.                           | «Lady (Hear Me Tonight)» (video)                                   |          |  |

## Posicionamiento en listas

### Semanales
| Lista (2000-2001)                      | Mejor posición |
| -------------------------------------- | -------------- |
| Australia (ARIA)                       | 10             |
| Austria (Ö3 Austria Top 40)            | 8              |
| Bélgica (Flandes) (Ultratop 50)        | 5              |
| Bélgica (Valonia) (Ultratop 50)        | 7              |
| Canadá (Nielsen SoundScan)             | 2              |
| Dinamarca (Tracklisten)                | 3              |
| Unión Europea (Eurochart Hot 100)      | 1              |
| Finlandia (OFC)                        | 3              |
| Francia (SNEP)                         | 7              |
| Alemania (Offizielle Deutsche Charts)  | 2              |
| Grecia (IFPI)                          | 1              |
| Hungría (Mahasz)                       | 1              |
| Islandia (Íslenski Listinn Topp 40)    | 3              |
| Irlanda (IRMA)                         | 1              |
| Italia (FIMI)                          | 2              |
| Países Bajos (Dutch Top 40)            | 3              |
| Países Bajos (Mega Single Top 100)     | 4              |
| Nueva Zelanda (Recorded Music NZ)      | 5              |
| Noruega (VG-lista)                     | 3              |
| Portugal (AFP)                         | 1              |
| Rumania (Romanian Top 100)             | 1              |
| Escocia (Scottish Singles Sales Chart) | 1              |
| España (Top 100 Canciones)             | 1              |
| Suecia (Sverigetopplistan)             | 8              |
| Suiza (Schweizer Hitparade)            | 1              |
| Reino Unido (UK Singles Chart)         | 1              |
| Reino Unido (UK Dance Chart)           | 1              |
| Estados Unidos (Billboard Hot 100)     | 81             |
| Estados Unidos (Hot Dance Club Songs)  | 1              |
| Estados Unidos (Rhythmic)              | 27             |

### Fin de año
| Lista (2000)                        | Posición |
| ----------------------------------- | -------- |
| Australia (ARIA)                    | 60       |
| Bélgica (Ultratop 50 Flanders)      | 55       |
| Bélgica (Ultratop 50 Wallonia)      | 24       |
| Dinamarca (IFPI)                    | 25       |
| Unión Europea (Eurochart Hot 100)   | 13       |
| Francia (SNEP)                      | 21       |
| Alemania (Official German Charts)   | 52       |
| Islandia (Íslenski Listinn Topp 40) | 37       |
| Irlanda (IRMA)                      | 27       |
| Países Bajos (Dutch Top 40)         | 21       |
| Países Bajos (Single Top 100)       | 36       |
| Rumania (Romanian Top 100)          | 8        |
| España (PROMUSICAE)                 | 8        |
| Suecia (Sverigetopplistan)          | 61       |
| Suiza (Schweizer Hitparade)         | 6        |
| Reino Unido (OCC)                   | 16       |

| Lista (2001)                      | Posición |
| --------------------------------- | -------- |
| Canadá (Nielsen Soundscan)        | 12       |
| Canadá (Nielsen Soundscan)        | 126      |
| Unión Europea (Eurochart Hot 100) | 76       |
| Suiza (Schweizer Hitparade)       | 74       |

| Lista (2002)               | Posición |
| -------------------------- | -------- |
| Canadá (Nielsen SoundScan) | 170      |

## Certificaciones
| País          | Certificación | Ventas  |
| ------------- | ------------- | ------- |
| Australia     | Oro           | 35 000  |
| Bélgica       | Oro           | 25 000  |
| Francia       | Oro           | 250 000 |
| Alemania      | Oro           | 250 000 |
| Nueva Zelanda | Oro           | 5 000   |
| Italia        | Oro           | 35 000  |
| Suiza         | Platino       | 50 000  |
| Reino Unido   | Platino       | 600 000 |

## Historial de lanzamientos
| País        | Fecha                   | Formato(s)           | Discográfica     |
| ----------- | ----------------------- | -------------------- | ---------------- |
| Francia     | 19 de junio de 2000     | CD                   | Sound of Barclay |
| Reino Unido | 4 de septiembre de 2000 | Vinilo 12", cassette | Sound of Barclay |
| Fuente:     |                         |                      |                  |